# Eusebi de Milà
Eusebi de Milà (Grècia?, començament del segle v - Milà, 465) fou un bisbe de Milà venerat com a sant a l'Església catòlica. D'origen probablement grec, fou bisbe de Milà on succeí sant Llàtzer. Va col·laborar amb el papa Lleó el Gran lluitant contra l'eutiquianisme. Va restaurar les esglésies i la seu de Milà, que havien estat destruïdes per l'atac dels huns.